# نسبت نوترون–پروتون

نمودار نسبت نوترون–پروتون برای ۱۲۰ عنصر جدول تناوبی

نسبت نوترون–پروتون یا نسبت ان/زد یا نسبت هسته‌ای، بیان‌کننده نسبیت تعداد نوترون موجود در هسته اتم به تعداد پروتون‌ها است. این نسبت به‌طور کلی با بالاتر رفتن عدد اتمی افزایش می‌یابد. نسبت نوترون–پروتون بالاتر نشان دهنده ناپایداری و پرتوزایی هسته است به طوری که در عناصر ابتدایی که این نسبیت تقریباً ۱ است پایداری به نسبیت عناصر انتهایی جدول تناوبی بیشتر است.